# Rikako Kobajašiová
Rikako Kobajašiová (japonsky 小林 里歌子, * 21. července 1997 Hjógo) je japonská fotbalistka.

## Reprezentační kariéra
Za japonskou reprezentaci v roce 2019 odehrála 12 reprezentačních utkání. Byla členkou japonské reprezentace i na Mistrovství světa ve fotbale žen 2019.

## Statistiky
| Japonsko | Japonsko | Japonsko |
| Roky     | Záp.     | Góly     |
| -------- | -------- | -------- |
| 2019     | 12       | 4        |
| Celkem   | 12       | 4        |

## Úspěchy

### Reprezentační
- Mistrovství světa do 17 let:  2014